# Julian Bojko
Julian Serhijowytsch Bojko (ukrainisch Юліан Сергійович Бойко, englische Transkription: Yulian Boyko, internationale Schreibweise: Iulian Boiko; * 22. September 2005) ist ein ukrainischer Snookerspieler aus Kyjiw.
Er qualifizierte sich als Finalist der WSF Open 2020 für die Main-Tour-Saisons 2020/21 und 2021/22 und wurde somit als bis dahin jüngster Spieler und als erster Ukrainer Snookerprofi. Daneben gewann er 2020 die ukrainische Meisterschaft in der Variante 6-Red-Snooker und die 6-Red-Europameisterschaft sowie 2023 und 2024 die Shoot-Out-Europameisterschaft. Nach drei Jahren als Amateur gelang ihm durch den Gewinn der U21-Europameisterschaft 2025 zur Saison 2025/26 die Rückkehr auf die Profitour.

## Karriere

### 2010–2018: Anfänge
Im Alter von etwa sechs Jahren begann Julian Bojko mit dem Snookerspielen, nachdem er durch Fernsehübertragungen auf den Sport aufmerksam geworden war.
Wenig später begann er Snookerturniere in seiner Heimatstadt Kyjiw zu spielen. Im Dezember 2012 nahm er erstmals an der ukrainischen Meisterschaft teil. Dem Siebenjährigen gelang der Einzug ins Achtelfinale, in dem er jedoch deutlich dem ehemaligen Profi Alan Trigg unterlag (0:3), der anschließend zum dritten Mal in Folge ukrainischer Meister wurde.
Im März 2013 trat Bojko zum ersten Mal bei einem internationalen Turnier an, der U21-Europameisterschaft im serbischen Bor, und schied mit nur einem Sieg in der Gruppenphase aus. Zwei Monate später war er bei der Herreneuropameisterschaft in Zielona Góra mit sieben Jahren der jüngste Teilnehmer. In den fünf Vorrundenspielen gewann er lediglich zwei Frames und schied damit als Gruppenletzter aus. Auch bei der Amateurweltmeisterschaft 2013 belegte er den letzten Platz seiner Gruppe, diesmal hatte er nur einen Frame gewonnen. Bei der ukrainischen Meisterschaft 2013 erreichte er erneut das Achtelfinale und verlor nur knapp gegen Ihor Slobodjanjuk (2:3).
Im September 2014 erreichte Bojko beim Finalturnier des ukrainischen Pokals das Achtelfinale, das er mit 1:3 gegen Wladyslaw Wyschnewskyj verlor. Nachdem er bei der nationalen Meisterschaft der Erwachsenen bereits in der Vorrunde ausgeschieden war, gelangte er bei der ukrainischen U21-Meisterschaft ins Viertelfinale, in dem er dem späteren Finalisten Mykola Nykyforow unterlag (1:2).
Im April 2015 schied Bojko bei der ersten Austragung der ukrainischen 6-Red-Meisterschaft in der Vorrunde aus. Einen Monat später wurde er durch einen 3:0-Finalsieg gegen Jurij Semko erstmals nationaler Meister der U21-Junioren. Bei den Erwachsenen zog er im selben Jahr zum ersten Mal ins Halbfinale ein, in dem er sich dem späteren ukrainischen Meister Serhij Petrasch mit 1:4 geschlagen geben musste. Beim Finalturnier des ukrainischen Pokals 2015 unterlag er im Viertelfinale dem späteren Turniersieger Maksym Stoljartschuk (0:3).
Nachdem er seit 2013 bei fünf weiteren internationalen Amateurmeisterschaften in der Vorrunde ausgeschieden war (U21-EM 2014, EM 2014, EM 2015, U21-WM 2015, U21-EM 2016), kam Bojko im Februar 2016 bei der erstmals ausgetragenen U18-Europameisterschaft zum ersten Mal über die Gruppenphase hinaus. In der Runde der letzten 56 unterlag er dem Iren Fergal Quinn (0:3). Zwei Monate später gelang ihm bei der ukrainischen U21-Meisterschaft durch einen 3:1-Sieg im Endspiel gegen Oleksij Rudenko die Titelverteidigung. Kurz darauf schied er bei den Erwachsenen im Achtelfinale gegen Jewhen Kamelkow (0:3) aus. Die erste Austragung der 6-Red-Europameisterschaft im litauischen Vilnius endete für ihn ohne Framegewinn in der Vorrunde. Im Juni 2016 gewann er im Finale gegen Serhij Petrasch die FSU Open (3:1). Zwei Wochen später erreichte er in der belarussischen Hauptstadt das Halbfinale der Minsk Open, in dem er nur knapp dem späteren Turniersieger Jeff Jacobs aus Belgien unterlag (2:3).
Zu Beginn des Jahres 2017 zog Bojko bei der U18-Europameisterschaft als Gruppendritter knapp in die Finalrunde ein. In der Vorrunde hatte er den ehemaligen französischen Meister Niel Vincent (3:2) besiegt. In der Runde der letzten 64 unterlag Bojko knapp dem Engländer Taylor Fish (2:3). Anschließend nahm er auch bei den U21-Junioren und bei den Herren an der EM teil, schied dort jedoch in der Gruppenphase aus. Nachdem er auch beim Minsk Snooker Cup in der Vorrunde ausgeschieden war, gelangte er Ende 2017 beim Finalturnier des ukrainischen Pokals das Endspiel, das er mit 1:3 gegen Serhij Issajenko verlor, und erreichte das Viertelfinale beim KN Taurė in Vilnius.
Anfang 2018 gelang Bojko bei den Europameisterschaften im bulgarischen Sofia in allen drei Altersklassen der Einzug in die Endrunde. Bei den U18-Junioren unterlag er im Sechzehntelfinale dem Waliser Dylan Emery (2:3), bei den U21-Junioren verlor er in der Runde der letzten 64 gegen den Polen Karol Lelek (1:4) und bei den Erwachsenen musste er sich in der Runde der letzten 64 dem früheren Profi Jordan Brown (1:4) geschlagen geben. Im März 2018 nahm Bojko erstmals an einem Turnier der Profitour teil. Bei den für Amateure offenen Gibraltar Open traf er in der ersten Qualifikationsrunde auf den Engländer Brandon Sargeant, dem er mit 2:4 unterlag. Wenige Tage später schied er bei der WSF Championship in der Gruppenphase aus. Im April 2018 erreichte er das Endspiel der ukrainischen 6-Red-Meisterschaft, das er jedoch mit 1:5 gegen Wladyslaw Wyschnewskyj verlor.

### 2018/19: Challenge Tour
Im Mai 2018 nahmen mit Bojko und Serhij Issajenko erstmals ukrainische Spieler an dem Main-Tour-Qualifikationsturnier Q School teil. Bojko blieb jedoch in allen drei Turnieren sieglos. Anhand der Gesamtrangliste (Order of Merit) der Q School wurden die Teilnehmer der zur Saison 2018/19 wieder eingeführten Challenge Tour ermittelt. Die besten 64 nicht für die Main Tour qualifizierten Sportler sollten einen Startplatz bekommen. Aufgrund zahlreicher Abmeldungen durfte aber auch der auf Rang 141 gelistete Bojko beim ersten Turnier im Juni 2018 antreten. Er verlor dort jedoch sein Auftaktspiel mit 0:3 gegen Luke Simmonds. Wenige Tage später erreichte er bei der 6-Red-Europameisterschaft das Achtelfinale, in dem er dem Iren Greg Casey mit 0:4 unterlag.
Im Juli 2018 wurde Bojko zweimal ukrainischer Juniorenmeister, nachdem er in den Endspielen Heorhij Petrunko (U16) beziehungsweise Andrij Kljestow (U21) mit 2:0 besiegt hatte. Wenig später zog er beim Paul Hunter Classic, seinem zweiten Main-Tour-Turnier, erstmals in die Hauptrunde ein. Nachdem er Brandon Sargeant mit 4:2 besiegt hatte, musste er sich in der Runde der letzten 128 jedoch dem Engländer Billy Joe Castle mit 1:4 geschlagen geben. Nachdem er bei seinen ersten vier Teilnahmen sieglos geblieben war, erzielte Bojko im November 2018 beim letzten Challenge-Tour-Turnier des Jahres gegen Callum Lloyd (3:2) seinen ersten Sieg, verlor aber anschließend in der Runde der letzten 32 gegen Lucky Vatnani (2:3). Beim Finalturnier des ukrainischen Pokals 2018 schied er im Achtelfinale gegen den späteren Turniersieger Alan Trigg (2:3) aus.
Im Februar 2019 erreichte Bojko bei der U18-Europameisterschaft das Achtelfinale, in dem er dem späteren Europameister Aaron Hill mit 1:3 unterlag. Wenig später gelangte er bei den U21-Junioren ins Sechzehntelfinale und bei den Erwachsenen in die Runde der letzten 75. Nachdem er beim Auftaktturnier des Jahres 2019 erneut sieglos geblieben war, setzte Bojko sich beim Abschlussturnier der Challenge Tour 2018/19 zunächst gegen die mehrfache Weltmeisterin Reanne Evans (3:2) durch, bevor er im Sechzehntelfinale gegen Callum Lloyd (1:3) verlor. Auf der Main Tour besiegte er bei den Gibraltar Open 2019 den Engländer Sean Maddocks (4:1) und schied anschließend in der zweiten Qualifikationsrunde gegen Oliver Brown (2:4) aus.

### 2019/20: WSF-Open-Finalist
Im Mai 2019 unternahm Bojko einen erneuten Anlauf, sich über die Q School für die Profitour zu qualifizieren. Er erreichte jedoch nur bei zwei von drei Turnieren die zweite Runde und scheiterte damit deutlich. Über die Q-School-Rangliste, in der er den 70. Platz belegte, qualifizierte er sich aber für die Challenge Tour. Anfang August 2019 gewann er in Lwiw durch einen 4:0-Finalsieg gegen Māris Volajs zum ersten Mal ein Turnier der Baltic Snooker League. Wenige Wochen später nahm er am Qualifikationsturnier zum nun als Einladungsturnier veranstalteten Paul Hunter Classic 2019 in Fürth teil. Dort besiegte er unter anderem Omar al-Kojah und Sydney Wilson, bevor er sich im Finale gegen den Profi Barry Pinches mit einem 3:2-Sieg den letzten von 16 Startplätzen für das Hauptturnier sicherte. Im Achtelfinale des Hauptturniers musste sich der 13-jährige Bojko jedoch dem Top-30-Spieler Ricky Walden klar mit 0:4 geschlagen geben.
Ende August 2019 erreichte er beim ukrainischen Unabhängigkeitspokal das Viertelfinale und schied gegen den späteren Turniersieger Craig Steadman (0:3) aus. Wenig später erreichte er bei der ukrainischen Meisterschaft, an der er in den zwei Jahren zuvor nicht teilgenommen hatte, zum zweiten Mal das Halbfinale und verlor diesmal gegen Wladyslaw Wyschnewskyj (0:3). Im Dezember 2019 gewann er durch einen 4:0-Endspielsieg gegen Andrij Schulha das Finalturnier des ukrainischen Pokals. Ende des Jahres nahm er auf der Main Tour an der Qualifikation zum German Masters 2020 teil, verlor dort jedoch sein Auftaktspiel gegen Zhou Yuelong mit 0:5. Auf der Challenge Tour 2019/20 trat er im Jahr 2019 bei vier der sieben Turniere an, bei denen er insgesamt zwei Spiele gewann und mit dem Achtelfinale beim Turnier in Newbury im September sein bis dahin bestes Ergebnis erzielte.
Anfang 2020 erreichte Bojko bei den WSF Junior Open die Runde der letzten 32. Anschließend zog der 14-Jährige bei den WSF Open überraschend ins Finale ein. Auf dem Weg ins Endspiel hatte er unter anderem die ehemaligen Profis Zhang Yong (3:0), Sean O’Sullivan (3:0) und Ross Muir (4:1) besiegt. Im Finale traf er auf einen weiteren Exprofi, den Engländer Ashley Hugill. Bojko ging zwischenzeitlich mit 3:2 in Führung, unterlag dem Engländer aber schließlich mit 3:5 und verpasste damit knapp die Qualifikation für die Profitour. Aufgrund von Turnierausfällen wegen der COVID-19-Pandemie wurden im Juni 2020 die Qualifikationskriterien neu geregelt und auch Bojko bekam die Startberechtigung für die Main-Tour-Spielzeiten 2020/21 und 2021/22, wodurch er als erster Ukrainer Snookerprofi wurde. Mit 14 Jahren erhielt er als bislang jüngster Spieler den Profistatus.
Im Februar gewann Bojko durch einen 5:2-Finalsieg gegen Alan Trigg die ukrainische 6-Red-Meisterschaft. Mit 14 Jahren und knapp fünf Monaten ist er der bislang jüngste Sieger einer ukrainischen Einzelmeisterschaft der Erwachsenenklasse im Snookersport. Einige Tage später folgte beim Snooker Shoot-Out eine weitere Teilnahme an einem Main-Tour-Turnier, bei dem er jedoch in der ersten Runde gegen Chang Bingyu verlor. Im März 2020 fanden im portugiesischen Albufeira die Amateureuropameisterschaften statt. Nachdem er bei den beiden Juniorenturnieren (U18, U21) im Achtelfinale ausgeschieden war, zog er bei der 6-Red-Europameisterschaft ins Endspiel ein, in dem er durch einen 5:3-Sieg gegen den walisischen Exprofi Darren Morgan Europameister wurde. Beim abschließenden Herrenturnier im Snooker gelangte er erstmals in die Runde der letzten 32.
Im Juli 2020 war er aufgrund der Finalteilnahme bei den WSF Open als einer von 34 Amateuren bei der Qualifikation zur Profiweltmeisterschaft spielberechtigt. In der ersten Runde traf Bojko, der als erster Ukrainer an der WM-Qualifikation teilnahm, auf den Malaysier Thor Chuan Leong, gegen den er bis zum Stand von 3:3 mithalten konnte, schließlich jedoch mit 3:6 verlor. Einen Monat später wurde er zum vierten Mal ukrainischer U21-Meister.

### 2020/21: Erste Profisaison
Sein Profidebüt gab Bojko im September 2020 beim European Masters im englischen Milton Keynes; einen Tag vor seinem fünfzehnten Geburtstag traf er auf den ehemaligen Weltmeister Judd Trump, dem er mit 0:5 klar unterlag. Bei seinem zweiten Turnier, der Championship League, gelangen ihm zwei Unentschieden gegen John Astley und Alex Borg, wodurch er in seiner Gruppe auf den dritten Platz kam. In der ersten Saisonhälfte blieben dies seine besten Ergebnisse und er verlor seine Erstrundenpartien zumeist deutlich. Lediglich in der Qualifikation zum German Masters 2021 sicherte er sich mehr als einen Frame, als er gegen Peter Devlin mit 3:5 verlor.
Nachdem Bojko mit zwei weiteren Auftaktniederlagen in das Jahr 2021 gestartet war, gelang ihm im März bei den Gibraltar Open sein erster Sieg als Profi, als er sich gegen Fergal O’Brien mit 4:3 durchsetzte. In der zweiten Runde traf er auf den Weltranglistenelften Mark Allen, dem er sich mit 3:4 geschlagen geben musste, wobei der Decider mit dem letzten schwarzen Ball entschieden wurde. Beim darauffolgenden Turnier, der WST Pro Series, gelang ihm gegen Ian Burns ein weiterer Sieg (2:0), er schied aber dennoch als Gruppenletzter aus. In der WM-Qualifikation traf er in der ersten Runde auf den Waliser Jamie Rhys Clarke, dem er sich mit 4:6 geschlagen geben musste. Er beendete die Saison auf dem drittletzten Weltranglistenplatz.
Im Juni 2021 wurde Bojko nach 2018 zum zweiten Mal ukrainischer Mannschaftsmeister. Er bildete gemeinsam mit Matwij Lahodsynskyj das Team, das im Finale die Titelverteidiger Denys Chmelewskyj und Anton Kasakow besiegte.

### 2021/22: Zweite Profisaison
Zu Beginn der Saison 2021/22 erzielte Bojko bei der Championship League ein Unentschieden gegen Si Jiahui. Sein einziger Sieg im ersten Halbjahr der Spielzeit gelang ihm in der Qualifikation zu den Scottish Open 2021, als er sich gegen Louis Heathcote mit 4:2 durchsetzte. Beim Hauptturnier in Llandudno musste er eine 2:4-Auftaktniederlage gegen Pang Junxu hinnehmen. Daneben verlor er zumeist deutlich, lediglich bei den British Open gelangte er gegen Anthony Hamilton in den Decider.
Nachdem er beim Snooker Shoot-Out 2022 mit einem Erstrundenaus ins Jahr gestartet war, gelangte Bojko bei den vier folgenden Turnieren in die zweite Runde; bei den Welsh Open gewann er in der Qualifikation gegen Liam Davies (4:3) und unterlag in der Runde der letzten 64 Mark Allen mit 0:4, beim Turkish Masters besiegte er in der Qualifikationsrunde Simon Blackwell (5:4) und verlor in der Hauptrunde gegen Andrew Higginson (1:5) und bei den Gibraltar Open erreichte er die zweite Runde, da sein Erstrundengegner nicht antreten konnte, und unterlag dort Jamie Jones mit 0:4. In der WM-Qualifikation besiegte er im Auftaktspiel den Amateur Michael Georgiou (6:4) und schied anschließend mit 4:6 gegen David Grace aus, wobei er in den beiden Partien seine ersten beiden Century-Breaks auf der Profitour erzielte.
Am Saisonende belegte Bojko in der Weltrangliste den 103. Platz und verlor somit seinen Profistatus. Auch sein Versuch, über die Q School den Verbleib auf der Profitour zu sichern, scheiterte deutlich, sein bestes Ergebnis war das Erreichen des Viertelfinales seiner Gruppe beim dritten Turnier.

### Seit 2022: Amateur
Bei den Europameisterschaften 2022 erreichte Bojko bei den U18-Junioren das Achtelfinale. Bei den U21-Junioren und bei den Herren scheiterte er jeweils im Viertelfinale am späteren Europameister, Ben Mertens beziehungsweise Andres Petrov. In der Saison 2022/23 nahm er an allen sechs Turnieren der Amateurserie Q Tour teil, gewann jedoch insgesamt nur vier Spiele und verpasste mit dem 36. Platz in der Gesamtrangliste deutlich die Qualifikation für die Play-offs.
Anfang 2023 gelangte Bojko bei der WSF Junior Championship ins Halbfinale, in dem er dem späteren Turniersieger Stan Moody (3:4) unterlag, und bei der WSF Championship ins Viertelfinale. Nachdem er bei der U18-EM 2023 im Achtelfinale ausgeschieden war, zog er bei den U21-Junioren ins Endspiel ein, in dem er dem Schotten Liam Graham mit 2:5 unterlag. Bei der Herren-EM scheiterte er im Achtelfinale. Als Finalist der Junioren-EM konnte er im April 2023 an der Qualifikation zur Profi-WM teilnehmen, bei der er Muhammad Asif (10:2) und Stuart Carrington (10:5) besiegte, bevor er sich dem Chinesen Fan Zhengyi (8:10) geschlagen geben musste.
Im Juni 2023 verpasste Bojko bei der Q School knapp die Rückkehr auf die Profitour. Nachdem er beim ersten Turnier das entscheidende Spiel gegen Andrew Pagett (2:4) verloren hatte, musste er sich beim zweiten Event im Finale seiner Gruppe dem Engländer Alfie Burden mit 3:4 geschlagen geben. Als Erstplatzierter der Q School Order of Merit konnte er jedoch als Nachrücker an Profiturnieren der Saison 2023/24 teilnehmen. Eine Woche später gewann er durch einen 44:33-Finalsieg gegen Shachar Ruberg die Shoot-Out-Europameisterschaft.
In der Saison 2023/24 nahm Bojko an sieben Profiturnieren teil. Während er drei Auftaktniederlagen hinnehmen musste, gewann er bei der UK Championship 2023 und bei den Welsh Open 2024 jeweils ein Spiel. Im Dezember 2023 kam er zum ersten Mal bei einem Ranglistenturnier über die Runde der letzten 64 hinaus, als er beim Snooker Shoot-Out Ricky Walden, Robbie Williams und Anthony Hamilton besiegte, bevor er sich im Achtelfinale dem Waliser Dominic Dale (46:63) geschlagen geben musste. Bei der Qualifikation zur Weltmeisterschaft 2024 verlor er in der ersten Runde mit 0:10 gegen Alexander Ursenbacher.
Anfang 2024 erreichte Bojko bei der WSF Junior Championship das Viertelfinale und, nachdem er unter anderem gegen Barry Pinches, Florian Nüßle und Wang Yuchen gewonnen hatte, das Halbfinale der WSF Championship, in dem er dem späteren Turniersieger Cheung Ka Wai mit 0:4 unterlag.
Auf der Q Tour 2023/24 trat Bojko bei allen sieben europäischen Turnieren an, erreichte dreimal das Viertelfinale und qualifizierte sich als Dreizehnter der Gesamtrangliste für die Play-offs im März 2024 in Sarajevo. Dort besiegte er Chris Totten und Tyler Rees und verpasste mit einer 8:10-Finalniederlage gegen den Iraner Amir Sarkhosh knapp die Rückkehr auf die Profitour. Wenig später erreichte er bei den Europameisterschaften der Herren und der U21-Junioren das Viertelfinale. Im Juni nahm er schließlich erneut an der Q School teil; im ersten Turnier schied er im Gruppenviertelfinale gegen den späteren Sieger Artemijs Žižins aus, beim zweiten Turnier erreichte er wie bereits im Vorjahr das Finale, welches er mit 1:4 gegen den Pakistaner Farakh Ajaib verlor.
In der Saison 2024/25 nahm Bojko als Nachrücker über die Q-School-Rangliste an 14 Profiturnieren teil. Während er achtmal sein Auftaktspiel verlor, zog er bei den British Open 2024 in die Runde der letzten 32 ein und erreichte bei den Wuhan Open 2024 und beim Snooker Shoot-Out 2024 die Runde der letzten 64.
Im Oktober 2024 erreichte er bei der 6-Red-Europameisterschaft das Halbfinale und unterlag dem späteren Europameister Florian Nüßle (0:4). Wenig später gelang ihm durch einen 49:5-Finalsieg gegen Craig Steadman die Titelverteidigung bei der Shoot-Out-Europameisterschaft und gemeinsam mit Denys Chmelewskyj wurde er im Endspiel gegen die Malteser Aaron Busuttil und Chris Peplow (3:2) Team-Europameister. Auf der Q Tour 2024/25 trat Bojko bei sechs der sieben europäischen Turnieren an. Dabei erreichte er einmal das Halbfinale und zweimal das Viertelfinale und belegte in der Gesamtrangliste den neunten Platz. Bei den Play-offs besiegte er unter anderem den ehemaligen Profi Vinnie Calabrese und zog ins Finale ein, in dem er dem Engländer Liam Highfield mit 3:10 unterlag.
Im März 2025 besiegte Bojko bei der U21-Europameisterschaft in Antalya unter anderem seinen Landsmann Mychajlo Larkow und den Nordiren Joel Connolly und zog ins Finale ein, in dem er durch einen 5:4-Sieg gegen den Engländer Oliver Sykes U21-Europameister wurde und sich damit für die Profispielzeiten 2025/26 und 2026/27 qualifizierte.

### Vereinskarriere
Zur Saison 2019/20 wurde Bojko Mitglied beim deutschen Bundesligisten BC Stuttgart 1891. In der aufgrund der COVID-19-Pandemie nach acht Spieltagen abgebrochenen Saison blieb er jedoch ohne Einsatz. Seit der Saison 2023/24 spielt er beim Kölner Snooker Club, mit dem er 2024 aus der 2. Bundesliga aufstieg.

## Erfolge
Einzelerfolge
| Ergebnis               | Jahr   | Turnier                                     | Finalgegner            | Endstand |
| ---------------------- | ------ | ------------------------------------------- | ---------------------- | -------- |
| Qualifikationsturniere |        |                                             |                        |          |
| Finalist               | 2023/1 | Q School                                    | Andrew Pagett          | 2:4      |
| Finalist               | 2023/2 | Q School                                    | Alfie Burden           | 3:4      |
| Finalist               | 2024/2 | Q School                                    | Farakh Ajaib           | 1:4      |
| Amateurturniere        |        |                                             |                        |          |
| Sieger                 | 2015   | Ukrainische U21-Meisterschaft               | Jurij Semko            | 3:0      |
| Finalist               | 2016/1 | Ukrainischer Pokal                          | Wladyslaw Wyschnewskyj | 1:3      |
| Sieger                 | 2016   | Ukrainische U21-Meisterschaft               | Oleksij Rudenko        | 3:1      |
| Sieger                 | 2016   | FSU Open                                    | Serhij Petrasch        | 3:1      |
| Finalist               | 2017/F | Ukrainischer Pokal                          | Serhij Issajenko       | 1:3      |
| Sieger                 | 2018   | Ukrainische U16-Meisterschaft               | Heorhij Petrunko       | 2:0      |
| Sieger                 | 2018   | Ukrainische U21-Meisterschaft               | Andrij Kljestow        | 2:0      |
| Finalist               | 2018   | Ukrainische 6-Red-Meisterschaft             | Wladyslaw Wyschnewskyj | 1:5      |
| Sieger                 | 2019/2 | Baltic Snooker League                       | Māris Volajs           | 4:0      |
| Sieger                 | 2019   | Paul Hunter Classic – Qualifikationsturnier | Barry Pinches          | 3:2      |
| Sieger                 | 2019/F | Ukrainischer Pokal                          | Andrij Schulha         | 4:0      |
| Finalist               | 2020   | WSF Open                                    | Ashley Hugill          | 3:5      |
| Sieger                 | 2020   | Ukrainische 6-Red-Meisterschaft             | Alan Trigg             | 5:2      |
| Sieger                 | 2020   | 6-Red-Europameisterschaft                   | Darren Morgan          | 5:3      |
| Sieger                 | 2020   | Ukrainische U21-Meisterschaft               | Mykyta Rudenko         | (3:1) 1  |
| Finalist               | 2023   | U21-Europameisterschaft                     | Liam Graham            | 2:5      |
| Sieger                 | 2023   | Shoot-Out-Europameisterschaft               | Shachar Ruberg         | 44:33 2  |
| Finalist               | 2024   | WPBSA Q Tour – Play-offs                    | Amir Sarkhosh          | 8:10     |
| Sieger                 | 2024   | Shoot-Out-Europameisterschaft               | Craig Steadman         | 49:5 2   |
| Finalist               | 2025   | WPBSA Q Tour – Play-offs                    | Liam Highfield         | 3:10     |
| Sieger                 | 2025   | U21-Europameisterschaft                     | Oliver Sykes           | 5:4      |

Mannschaftserfolge
| Ergebnis | Jahr | Turnier                   | Teampartner         | Finalgegner                     | Endstand |
| -------- | ---- | ------------------------- | ------------------- | ------------------------------- | -------- |
| Sieger   | 2018 | Ukrainische Meisterschaft | Serhij Issajenko    | Oleh Waskowskyj Jewhen Kamelkow | 3:1      |
| Sieger   | 2021 | Ukrainische Meisterschaft | Matwij Lahodsynskyj | Anton Kasakow Denys Chmelewskyj | 3:2      |
| Sieger   | 2024 | Europameisterschaft       | Denys Chmelewskyj   | Aaron Busuttil Chris Peplow     | 3:2      |

## Saisonübersicht
| Weltrangliste WRL | AP EP |

| – ET |
| – ET |

| R1   |
| – ET |

| R1   |
| – ET |

| –    |
| – ET |

| –    |
| – ET |

| L128 |
| – ET |

| Legende | Legende                               |
| ------- | ------------------------------------- |
| S       | Sieger                                |
| F       | Finalist                              |
| HF      | Halbfinalist                          |
| VF      | Viertelfinalist                       |
| AF      | Achtelfinalist                        |
| LX      | Niederlage in der Runde der letzten X |
| RX      | Niederlage in Runde X                 |
| WR      | Niederlage in der Wildcardrunde       |
| QR      | Niederlage in der Qualifikation       |
| NQ      | Nicht qualifiziert                    |
| –       | nicht teilgenommen                    |
| –       | keine Weltranglistenplatzierung       |
| n. a.   | nicht ausgetragen                     |
| k. R.   | keine Rangliste                       |
| TS / TN | Turniersiege / Teilnahmen             |
| AP      | Ranglistenposition am Saisonbeginn    |
| EP      | Ranglistenposition am Saisonende      |